# 14P/Wolf
14P/Wolf este o cometă periodică din sistemul solar cu o perioadă orbitală de aproximativ 8,7 ani. A fost descoperită de Max Wolf (Heidelberg) pe 17 septembrie 1884.
Se estimează că nucleul cometei are un diametru de 4,7 kilometeri.